# 309.ª Divisão de Infantaria (Alemanha)
A 309ª Divisão de Infantaria (em alemão:309. Infanterie-Division) foi uma unidade militar que serviu no Exército alemão durante a Segunda Guerra Mundial.

## Comandantes
| Comandante                         | Data                                            |
| ---------------------------------- | ----------------------------------------------- |
| Generalmajor Heinrich Voigtsberger | 1 de fevereiro de 1945 - 7 de fevereiro de 1945 |

## Oficiais de operações
| Major Kurt Brzoska | 1 de fevereiro de 1945-1945 |

## Área de operações
| Leste da Alemanha | fevereiro de 1945 |